# Liste der denkmalgeschützten Objekte in Neufelden
Die Liste der denkmalgeschützten Objekte in Neufelden enthält die 53 denkmalgeschützten, unbeweglichen Objekte der Gemeinde Neufelden in Oberösterreich (Bezirk Rohrbach).

## Denkmäler
| Foto |                 | Denkmal                                                                          | Standort                                           | Beschreibung | Metadaten |
| ---- | --------------- | -------------------------------------------------------------------------------- | -------------------------------------------------- | --- | --- |
| ja   | Datei hochladen | Stallgebäude HERIS-ID: 22843 Objekt-ID: 19189                                    | Hintere Zeile 41 Standort KG: Neufelden            | | BDA-Hist.: Q37872986 Status: Bescheid Stand der BDA-Liste: 2025-06-30 Name: Stallgebäude GstNr.: .34 Markt 41 (Neufelden)                                                   |
| ja   | Datei hochladen | Bürgerhaus HERIS-ID: 20477 Objekt-ID: 16781                                      | Kirchengasse 4 Standort KG: Neufelden              | Das Gebäude wurde urkundlich erstmals 1712 erwähnt und besitzt Bauteile aus dem 16. Jahrhundert, wobei die Hofeinfahrt erst 1959 überbaut wurde. Im Inneren finden sich Tonnengewölbe, kreuzgratgewölbte Flure und Türen aus dem 19. Jahrhundert. | BDA-Hist.: Q37853984 Status: Bescheid Stand der BDA-Liste: 2025-06-30 Name: Bürgerhaus GstNr.: .66                                                                          |
| ja   | Datei hochladen | Bürgerhaus HERIS-ID: 20481 Objekt-ID: 16785                                      | Kirchengasse 5 Standort KG: Neufelden              | Das Bürgerhaus ist seit 1748 urkundlich belegt und wurde im Inneren mit kreuzgratgewölbten Seitenfluren und teilweise verputzten Holzdecken ausgestattet. | BDA-Hist.: Q37854009 Status: Bescheid Stand der BDA-Liste: 2025-06-30 Name: Bürgerhaus GstNr.: .82 Kirchengasse 5 (Neufelden)                                               |
| ja   | Datei hochladen | Bürgerhaus HERIS-ID: 20478 Objekt-ID: 16782                                      | Kirchengasse 6 Standort KG: Neufelden              | Das 1712 urkundlich belegte Bürgerhaus besitzt eine Fassade aus dem frühen 19. Jahrhundert mit Putzrahmengliederung und ein korbbogiges Einfahrtstor. Im Inneren weist das Gebäude eine bemerkenswerte Riemlingdecke mit Kerbschnittdekor aus der Zeit um 1700 auf. | BDA-Hist.: Q37853992 Status: Bescheid Stand der BDA-Liste: 2025-06-30 Name: Bürgerhaus GstNr.: .77 Kirchengasse 6 (Neufelden)                                               |
| ja   | Datei hochladen | Bürgerhaus HERIS-ID: 20479 Objekt-ID: 16783                                      | Kirchengasse 8 Standort KG: Neufelden              | Das Bürgerhaus stammt vermutlich aus dem 17. Jahrhundert, wobei die Fassade 1930 erneuert wurde. Die kreuzgratgewölbten Seitenflure und die übertünchte Holzbalkendecke stammen vermutlich aus dem Ende des 17. Jahrhunderts. | BDA-Hist.: Q37853996 Status: Bescheid Stand der BDA-Liste: 2025-06-30 Name: Bürgerhaus GstNr.: .76 Kirchengasse 8 (Neufelden)                                               |
| ja   | Datei hochladen | Bürgerhaus, ehem. Bürgerspital HERIS-ID: 20480 Objekt-ID: 16784                  | Kirchengasse 10 Standort KG: Neufelden             | Das ehemalige Bürgerspital wurde urkundlich im Jahr 1265 gestiftet und diente bis 1715 als Spital. Das Bauwerk aus dem 16. Jahrhundert wurde Anfang des 18. Jahrhunderts aufgestockt, die Fassade 1986 neu gestaltet. | BDA-Hist.: Q37854005 Status: Bescheid Stand der BDA-Liste: 2025-06-30 Name: Bürgerhaus, ehem. Bürgerspital GstNr.: .75 Kirchengasse 10 (Neufelden)                          |
| ja   | Datei hochladen | Heimatmuseum, ehem. Gefängnis HERIS-ID: 20459 Objekt-ID: 16763                   | Leinengasse 2 Standort KG: Neufelden               | Das Heimatmuseum der Gemeinde Neufelden diente als Fronfeste und gehörte ursprünglich zum Bezirksgericht. Der turmartige, dreigeschoßige Bau wurde 1854 errichtet und besitzt Fenster mit Streckgitter bzw. flache, eiserne Fensterkörbe. | BDA-Hist.: Q37853697 Status: Bescheid Stand der BDA-Liste: 2025-06-30 Name: Heimatmuseum, ehem. Gefängnis GstNr.: .27/2                                                     |
| ja   | Datei hochladen | Feuerwehrzeughaus HERIS-ID: 21871 Objekt-ID: 18196                               | Linzer Straße 1 Standort KG: Neufelden             | Das Feuerwehrzeughaus wurde 1895 nach Plänen von Karl Langthaler mit einem risalitartigen Turm errichtet. | BDA-Hist.: Q37865534 Status: § 2a Stand der BDA-Liste: 2025-06-30 Name: Feuerwehrzeughaus GstNr.: .129 Former fire station in Neufelden                                     |
| ja   | Datei hochladen | Marktbrunnen HERIS-ID: 21869 Objekt-ID: 18194                                    | Markt Standort KG: Neufelden                       | Der Marktbrunnen aus der Zeit um 1600 besteht aus einem quadratischen Becken, einem Mittelsteher mit wasserspeienden Löwenköpfen und einer barocken Brunnenfigur des heiligen Donatus. | BDA-Hist.: Q37865493 Status: § 2a Stand der BDA-Liste: 2025-06-30 Name: Marktbrunnen GstNr.: 1283/2                                                                         |
| ja   | Datei hochladen | Bürgerhaus HERIS-ID: 20445 Objekt-ID: 16749                                      | Markt 6 Standort KG: Neufelden                     | Das Bürgerhaus aus dem 15. bis 16. Jahrhundert besitzt spätmittelalterliche Bauteile und eine Fassade aus dem Jahr 1960. Im Inneren finden sich tonnengewölbte Keller, Riemlingdecken und eine übertünchte, historistische Schablonenmalerei. | BDA-Hist.: Q37853384 Status: Bescheid Stand der BDA-Liste: 2025-06-30 Name: Bürgerhaus GstNr.: .3 Markt 6 (Neufelden)                                                       |
| ja   | Datei hochladen | Bürgerhaus HERIS-ID: 20486 Objekt-ID: 16790                                      | Markt 7 Standort KG: Neufelden                     | Das 1712 erstmals belegte Gebäude diente spätestens ab 1724 als Gasthaus. Das Eckhaus mit barockisierender, geschwungener Giebelmauer im Heimatstil besitzt eine durch Putzrahmengliederung akzentuierte Fassade, eine barocke Rautentür und ein Granitportal mit Ohrrahmung. | BDA-Hist.: Q37854128 Status: Bescheid Stand der BDA-Liste: 2025-06-30 Name: Bürgerhaus GstNr.: .92 Markt 7 (Neufelden)                                                      |
| ja   | Datei hochladen | Bürgerhaus HERIS-ID: 20446 Objekt-ID: 16750                                      | Markt 8 Standort KG: Neufelden                     | Das urkundlich 1724 belegte Gebäude wurde 1890 nach Plänen von Johann Pöchtrager adaptiert bzw. neu gebaut. Die späthistoristische Fassade wurde durch eine segmentbogige Portalnische mit Pilastern, profilierte Fensterverdachungen mit Rollwerkkartuschen im Maulbeer- bzw. Hopfenmotive sowie Dekor über den Fenstern akzentuiert. | BDA-Hist.: Q37853398 Status: Bescheid Stand der BDA-Liste: 2025-06-30 Name: Bürgerhaus GstNr.: .4 Markt 8 (Neufelden)                                                       |
| ja   | Datei hochladen | Bürgerhaus HERIS-ID: 20447 Objekt-ID: 16751                                      | Markt 10 Standort KG: Neufelden                    | Das urkundlich 1712 belegte Gebäude wurde im 19. und 20. Jahrhundert umgebaut, wobei die geschweifte Giebelmauer 1934 entstand. | BDA-Hist.: Q37853416 Status: Bescheid Stand der BDA-Liste: 2025-06-30 Name: Bürgerhaus GstNr.: .5 Markt 10 (Neufelden)                                                      |
| ja   | Datei hochladen | Bürgerhaus HERIS-ID: 20448 Objekt-ID: 16752                                      | Markt 12 Standort KG: Neufelden                    | Das urkundlich erstmals 1712 belegte Bürgerhaus mit Bauteilen aus dem 17. Jahrhundert wurde 1956 aufgestockt. Im Inneren finden sich frühbarocke Kreuzgratgewölbe bzw. Stichkappentonnen sowie verkleidete Holzbalkendecken. | BDA-Hist.: Q37853447 Status: Bescheid Stand der BDA-Liste: 2025-06-30 Name: Bürgerhaus GstNr.: .6 Markt 12 (Neufelden)                                                      |
| ja   | Datei hochladen | Bürgerhaus HERIS-ID: 20485 Objekt-ID: 16789                                      | Markt 13 Standort KG: Neufelden                    | Das Gebäude, das urkundlich seit 1724 belegt ist stammt vermutlich aus dem 17. Jahrhundert und weist kreuzgratgewölbte Seitenflure, Räume mit Kreuzgratgewölben bzw. Stichkappentonnen sowie einen profilierten Unterzug mit Kerbschnittdekor aus der Zeit um 1700 auf. | BDA-Hist.: Q37854090 Status: Bescheid Stand der BDA-Liste: 2025-06-30 Name: Bürgerhaus GstNr.: .89/1 Markt 13 (Neufelden)                                                   |
| ja   | Datei hochladen | Bürgerhaus HERIS-ID: 20484 Objekt-ID: 16788                                      | Markt 15 Standort KG: Neufelden                    | Die Apotheke zum Weißen Adler dient seit 1826 als Apotheke, wobei das Gebäude seit 1724 urkundlich belegt ist. | BDA-Hist.: Q37854055 Status: Bescheid Stand der BDA-Liste: 2025-06-30 Name: Bürgerhaus GstNr.: .88 Markt 15 (Neufelden)                                                     |
| ja   | Datei hochladen | Bürgerhaus HERIS-ID: 20449 Objekt-ID: 16753                                      | Markt 16 Standort KG: Neufelden                    | Das urkundlich 1713 erstmals erwähnte Bürgerhaus weist eine spätbarocke Fassade mit geschweifter Giebelmauer auf, die mittels Fensterverdachungen mit Palmettenmotiven, Stuckdekor im Parapetbereich und Putzpilastern im Giebel gestaltet wurde. | BDA-Hist.: Q37853463 Status: Bescheid Stand der BDA-Liste: 2025-06-30 Name: Bürgerhaus GstNr.: .8/1 Markt 16 (Neufelden)                                                    |
| ja   | Datei hochladen | Bürgerhaus HERIS-ID: 20483 Objekt-ID: 16787                                      | Markt 19 Standort KG: Neufelden                    | Das erstmals 1744 urkundlich belegte Bürgerhaus besitzt spätmittelalterliche Bauteile. 1894 erfolgten Umbauten. Das korbbogige Granitportal führt in ein mit Tonnengewölben und Platzlgewölben ausgestattete Inneres. | BDA-Hist.: Q37854040 Status: Bescheid Stand der BDA-Liste: 2025-06-30 Name: Bürgerhaus GstNr.: .86 Markt 19 (Neufelden)                                                     |
| ja   | Datei hochladen | Bürgerhaus HERIS-ID: 20450 Objekt-ID: 16754                                      | Markt 20 Standort KG: Neufelden                    | | BDA-Hist.: Q37853497 Status: Bescheid Stand der BDA-Liste: 2025-06-30 Name: Bürgerhaus GstNr.: .10/1 Markt 20 (Neufelden)                                                   |
| ja   | Datei hochladen | Bürgerhaus HERIS-ID: 20482 Objekt-ID: 16786                                      | Markt 21 Standort KG: Neufelden                    | Das Bürgerhaus entstand 1902 nach Plänen von Johann Kriegner an Stelle von zwei Vorgängerbauten mit späthistoristischer Fassade die durch Putzgliederung, Kartuschen mit Masken, Eckerker und bekröntem Zeltdach akzentuiert wurde. | BDA-Hist.: Q37854025 Status: Bescheid Stand der BDA-Liste: 2025-06-30 Name: Bürgerhaus GstNr.: .85 Markt 21 (Neufelden)                                                     |
| ja   | Datei hochladen | Rathaus HERIS-ID: 20451 Objekt-ID: 16755                                         | Markt 22 Standort KG: Neufelden                    | Das Rathaus in Neufelden diente im Mittelalter als Salzniederlage und wurde 1985 als Rathaus adaptiert. Das mächtige Eckhaus mit einer giebelbekrönte Blendmauer und spätmittelalterlichen Bauteilen erfuhr 1707 einen Ausbau sowie eine Aufstockung. Die spätbarocke bis klassizistische Fassade mit Lisenengliederung und geschwungenen Fensterverdachungen stammt aus dem Jahr 1793. | BDA-Hist.: Q37853515 Status: Bescheid Stand der BDA-Liste: 2025-06-30 Name: Rathaus GstNr.: .11, .12/1 Markt 22 (Neufelden)                                                 |
| ja   | Datei hochladen | Bürgerhaus HERIS-ID: 20476 Objekt-ID: 16780                                      | Markt 23 Standort KG: Neufelden                    | Das Bürgerhaus an der Kirchengasse ist ein barockisiertes, ursprünglich spätmittelalterlich bis neuzeitliches Eckhaus mit spätgotischem Flacherker, Renaissance-Runderker auf Kragsteinen sowie geschweifter, barocke Giebelmauer. | BDA-Hist.: Q37853981 Status: Bescheid Stand der BDA-Liste: 2025-06-30 Name: Bürgerhaus GstNr.: .65 Markt 23 (Neufelden)                                                     |
| ja   | Datei hochladen | Bürgerhaus HERIS-ID: 20452 Objekt-ID: 16756                                      | Markt 24 Standort KG: Neufelden                    | Das breit gelagerte Haus mit barocker Fassade und geschweiftem Blendgiebel wurde urkundlich 1712 erwähnt. Es besitzt ein Rechteckportal mit segmentbogiger Oberlichte und eine Pietà in geschwungener Nische aus dem 18. Jahrhundert. | BDA-Hist.: Q37853552 Status: Bescheid Stand der BDA-Liste: 2025-06-30 Name: Bürgerhaus GstNr.: .14 Markt 24 (Neufelden)                                                     |
| ja   | Datei hochladen | Bürgerhaus HERIS-ID: 20475 Objekt-ID: 16779                                      | Markt 25 Standort KG: Neufelden                    | Das dreigeschoßige, spätmittelalterliche Bürgerhaus mit barocken Umbauten besitzt einen spätgotischen Mittelerker auf Konsolen und verschiedene Gewölbeformen im Inneren auf. | BDA-Hist.: Q37853975 Status: Bescheid Stand der BDA-Liste: 2025-06-30 Name: Bürgerhaus GstNr.: .64 Markt 25 (Neufelden)                                                     |
| ja   | Datei hochladen | Bürgerhaus HERIS-ID: 20453 Objekt-ID: 16757                                      | Markt 26 Standort KG: Neufelden                    | Das seit 1721 urkundlich belegte Gebäude dient seit 1721 als Bäckerei und wurde nach einem Brand barockisierend ans Ortsbild angepasst. | BDA-Hist.: Q37853567 Status: Bescheid Stand der BDA-Liste: 2025-06-30 Name: Bürgerhaus GstNr.: .15 Markt 26 (Neufelden)                                                     |
| ja   | Datei hochladen | Bürgerhaus HERIS-ID: 20474 Objekt-ID: 16778                                      | Markt 27 Standort KG: Neufelden                    | Das 1724 urkundlich erwähnte Bürgerhaus besitzt Bauteile aus dem 16. Jahrhundert sowie barocke Umbauten und Umbauten aus dem Beginn des 20. Jahrhunderts. Die barockisierende Fassade wurde 1910 mit abgetrepptem Giebel, Putzbänderung und 6 Spielwürfel als Hauszeichen gestaltet. | BDA-Hist.: Q37853967 Status: Bescheid Stand der BDA-Liste: 2025-06-30 Name: Bürgerhaus GstNr.: .63 Markt 27 (Neufelden)                                                     |
| ja   | Datei hochladen | Bürgerhaus HERIS-ID: 20454 Objekt-ID: 16758                                      | Markt 28 Standort KG: Neufelden                    | Das bereits 1683 urkundlich erwähnte Bürgerhaus besitzt einen 1937 geschaffenen Blendgiebel. | BDA-Hist.: Q37853594 Status: Bescheid Stand der BDA-Liste: 2025-06-30 Name: Bürgerhaus GstNr.: .18 Markt 28 (Neufelden)                                                     |
| ja   | Datei hochladen | Bürgerhaus HERIS-ID: 20455 Objekt-ID: 16759                                      | Markt 30 Standort KG: Neufelden                    | Das breit gelagerte, spätmittelalterliche Bürgerhaus verfügt über einen spätgotischen Breiterker auf Konsolen und später angebrachten toskanischen Säulen. Das segmentbogige Steinportal ist mit der Jahreszahl 1573 bezeichnet, die spätbarocke Fassade ist zudem durch einen geschwungenen Blendgiebel, barocke Fensterkörbe und geschweiften Fensterbekrönungen geschmückt. | BDA-Hist.: Q37853608 Status: Bescheid Stand der BDA-Liste: 2025-06-30 Name: Bürgerhaus GstNr.: .19, .20/1 Markt 30 (Neufelden)                                              |
| ja   | Datei hochladen | Bürgerhaus HERIS-ID: 20456 Objekt-ID: 16760                                      | Markt 32 Standort KG: Neufelden                    | Das urkundlich 1721 genannte Bürgerhaus mit gebändertem Erdgeschoß und korbbogigem Portal (bezeichnet 1865) wurde 1865 in Fassade und Dachstuhl verändert. | BDA-Hist.: Q37853629 Status: Bescheid Stand der BDA-Liste: 2025-06-30 Name: Bürgerhaus GstNr.: .22 Markt 32 (Neufelden)                                                     |
| ja   | Datei hochladen | Bürgerhaus HERIS-ID: 20465 Objekt-ID: 16769                                      | Markt 33 Standort KG: Neufelden                    | Das Bürgerhaus wurde 1744 urkundlich erwähnt, wobei die Blendmauer mit Dreiecksgiebelaufsatz vermutlich aus dem Ende des 18. Jahrhunderts stammt. | BDA-Hist.: Q37853824 Status: Bescheid Stand der BDA-Liste: 2025-06-30 Name: Bürgerhaus GstNr.: .60 Markt 33 (Neufelden)                                                     |
| ja   | Datei hochladen | Bürgerhaus HERIS-ID: 20457 Objekt-ID: 16761                                      | Markt 34 Standort KG: Neufelden                    | Das 1744 urkundlich erwähnte Bürgerhaus besitzt Bauteile aus dem 16. Jahrhundert und dem Barock, einen frühneuzeitlichen Mittelerker und eine barocke Putzfassade mit geschweiften Fensterbekrönungen und Schabracken mit Rautenornamenten. Das Hausbild, ein Gnadenstuhl, wurde 1988 angebracht. | BDA-Hist.: Q37853649 Status: Bescheid Stand der BDA-Liste: 2025-06-30 Name: Bürgerhaus GstNr.: .23 Markt 34 (Neufelden)                                                     |
| ja   | Datei hochladen | Bürgerhaus HERIS-ID: 20464 Objekt-ID: 16768                                      | Markt 35 Standort KG: Neufelden                    | Das Hauptfassade des Bürgerhauses aus dem 16. Jahrhundert mit Umbauten aus dem Jahr 1744 weist eine Blendmauer mit Giebelaufsatz aus der Mitte des 19. Jahrhunderts, eine kannelierte Pilastergliederung sowie Putzbandänderung auf. Die barocke Fassade an der Salzgasse wurde mittels Putzbänderung mit teilweiser Ohrrahmung und alternierend geschweifter Fensterverdachung sowie barocken Rautengittern gestaltet. | BDA-Hist.: Q37853796 Status: Bescheid Stand der BDA-Liste: 2025-06-30 Name: Bürgerhaus GstNr.: .61 Markt 35 (Neufelden)                                                     |
| ja   | Datei hochladen | Bürgerhaus HERIS-ID: 20458 Objekt-ID: 16762                                      | Markt 36 Standort KG: Neufelden                    | Das Bürgerhaus mit barocken Bauteilen besitzt eine 1896 von Johann Weixelbaumer gestaltete historistische Fassade mit genuteten Lisenen bzw. Kolossallisenen sowie Parapetfelder mit Kartuschendekor. | BDA-Hist.: Q37853664 Status: Bescheid Stand der BDA-Liste: 2025-06-30 Name: Bürgerhaus GstNr.: .24/1                                                                        |
| ja   | Datei hochladen | Bürgerhaus HERIS-ID: 20463 Objekt-ID: 16767                                      | Markt 37 Standort KG: Neufelden                    | Barockes Bürgerhaus aus dem 17. bis 18. Jahrhundert mit spätbarocker Fassade im Obergeschoß, die mittels geschweifter Fensterverdachung mit Girlanden und Rosetten akzentuiert wurde. | BDA-Hist.: Q37853783 Status: Bescheid Stand der BDA-Liste: 2025-06-30 Name: Bürgerhaus GstNr.: .51 Markt 37 (Neufelden)                                                     |
| ja   | Datei hochladen | Ehem. Bezirksgericht HERIS-ID: 4427 Objekt-ID: 271                               | Markt 38 Standort KG: Neufelden                    | Das urkundlich 1718 genannte, ehemalig Bürgerhaus mit spätmittelalterlichen sowie renaissancezeitlichen Bauteilen wurde klassizistisch verändert. Die josephinisch-klassizistischen Fassade wurde durch ein Mittelrisalit mit vasenbetontem Dreiecksgiebel, korbbogigem Portal, geschweiften Verdachungen und schmiedeeisernen Fensterkörben gestaltet. | BDA-Hist.: Q854225 Status: Bescheid Stand der BDA-Liste: 2025-06-30 Name: Ehem. Bezirksgericht GstNr.: .27/1 Markt 38 (Neufelden)                                           |
| ja   | Datei hochladen | Gendarmerie HERIS-ID: 20460 Objekt-ID: 16764                                     | Markt 40 Standort KG: Neufelden                    | Der Polizeiposten von Neufelden besitzt barocke Bauteile und wurde 1903 umgebaut, wobei auch die Fassade neu gestaltet wurde. | BDA-Hist.: Q37853712 Status: Bescheid Stand der BDA-Liste: 2025-06-30 Name: Gendarmerie GstNr.: .29 Markt 40 (Neufelden)                                                    |
| ja   | Datei hochladen | Bürgerhaus HERIS-ID: 20461 Objekt-ID: 16765                                      | Markt 42 Standort KG: Neufelden                    | Das ehemalige Gasthaus besitzt barocke Bauteile und wurde 1837 aufgestockt. Die Fassade wurde 1937 mittels Schablonenmalerei (Hopfenmotive) in den Parapeten neu gestaltet. | BDA-Hist.: Q37853738 Status: Bescheid Stand der BDA-Liste: 2025-06-30 Name: Bürgerhaus GstNr.: .30 Markt 42 (Neufelden)                                                     |
| ja   | Datei hochladen | Bürgerhaus HERIS-ID: 20462 Objekt-ID: 16766                                      | Markt 46 Standort KG: Neufelden                    | Das 1786 urkundlich erwähnte Bürgerhaus besitzt einen um 1830 gestalteten Staffelgiebel mit ornamentalem Zierfries und Rankenmotiven, der nach einem Brand 1837 erneuert wurde. | BDA-Hist.: Q37853752 Status: Bescheid Stand der BDA-Liste: 2025-06-30 Name: Bürgerhaus GstNr.: .33 Markt 46 (Neufelden)                                                     |
| ja   | Datei hochladen | Bürgerhaus HERIS-ID: 20473 Objekt-ID: 16777                                      | Marktplatz 1, 3 Standort KG: Neufelden             | Das langgestreckte Eckhaus mit Bauteilen aus dem 16. Jahrhundert und barocken Veränderungen besitzt ein Mansarddach, einen Runderker aus der Zeit um 1600 sowie eine spätbarocke bis frühklassizistische Fassade aus dem späten 18. Jahrhundert. Die Fassade wird durch geschweifte Fensterverdachungen und Girlandendekor, spätbarocke Rautenfensterkörbe und Eisenläden geschmückt. In zwei Mauernischen finden sich Holzstatuen des heiligen Josef bzw. der Maria Immaculata aus der zweiten Hälfte des 18. Jahrhunderts. | BDA-Hist.: Q37853957 Status: Bescheid Stand der BDA-Liste: 2025-06-30 Name: Bürgerhaus GstNr.: .62 Marktplatz 1-3 (Neufelden)                                               |
| ja   | Datei hochladen | Ehem. Schloss Velden HERIS-ID: 20466 Objekt-ID: 16770                            | Marktplatz 2, 4 Standort KG: Neufelden             | Die ehemalige Feste war Sitz des Pflegers und des Pflegegerichts und wurde 1699 großteils abgebrochen und 1789 durch ein Bürgerhaus ersetzt. Das Haupthaus mit Mansarddach besitzt eine spätbarocke Fassade, im Südwesten befindet sich Reste eines spätmittelalterlichen Turms und der Ummauerung. | BDA-Hist.: Q13641167 Status: Bescheid Stand der BDA-Liste: 2025-06-30 Name: Ehem. Schloss Velden GstNr.: .59/1 Marktplatz 2-4 (Neufelden)                                   |
| ja   | Datei hochladen | Bürgerhaus, ehem. Bürgerspital HERIS-ID: 20472 Objekt-ID: 16776                  | Marktplatz 5, 7 Standort KG: Neufelden             | Das langgestreckte Bürgerhaus mit Mansarddach diente ab 1715 als Bürgerspital und besitzt Bauteile aus dem 16. und 17. Jahrhundert. Nach einer Aufstockung zwischen 1830 und 1850 erfolgte zwischen 1998 und 2000 die Adaptierung zu einem Seniorenheim. | BDA-Hist.: Q37853931 Status: Bescheid Stand der BDA-Liste: 2025-06-30 Name: Bürgerhaus, ehem. Bürgerspital GstNr.: .67 Marktplatz 5-7 (Neufelden)                           |
| ja   | Datei hochladen | Bürgerhaus HERIS-ID: 20467 Objekt-ID: 16771                                      | Marktplatz 6 Standort KG: Neufelden                | Das ehemalige Waagamt wurde 1866 errichtet und 1930 umgebaut, wobei auch die barockisierte Fassade mit Balkon über Konsolen im Zuge des Umbaus entstand. | BDA-Hist.: Q37853842 Status: Bescheid Stand der BDA-Liste: 2025-06-30 Name: Bürgerhaus GstNr.: .59/2 Marktplatz 6 (Neufelden)                                               |
| ja   | Datei hochladen | Bürgerhaus, ehem. Pfarrhof HERIS-ID: 20468 Objekt-ID: 16772                      | Marktplatz 8 Standort KG: Neufelden                | Die ehemalige Benefiziaten- bzw. Vikarwohnung diente bis 1968 als Pfarrhof. Das Gebäude aus dem 16. Jahrhundert mit barocken Umbauten besitzt eine 1945 gestaltete Fassade. | BDA-Hist.: Q37853868 Status: Bescheid Stand der BDA-Liste: 2025-06-30 Name: Bürgerhaus, ehem. Pfarrhof GstNr.: .56 Marktplatz 8 (Neufelden)                                 |
| ja   | Datei hochladen | Bürgerhaus HERIS-ID: 20471 Objekt-ID: 16775                                      | Marktplatz 11 Standort KG: Neufelden               | Das Bürgerhaus mit barocken Bauteilen wurde mehrfach umgebaut. Die Zisterne im Wirtschaftstrakt wurde 1990 freigelegt. | BDA-Hist.: Q37853918 Status: Bescheid Stand der BDA-Liste: 2025-06-30 Name: Bürgerhaus GstNr.: .69 Marktplatz 11 (Neufelden)                                                |
| ja   | Datei hochladen | Kaiser Franz Joseph Jubiläums Schule HERIS-ID: 20469 Objekt-ID: 16773            | Marktplatz 12 Standort KG: Neufelden               | Die Volksschule wurde zwischen 1891 und 1898 von Hermann Krakowitzer mit Seitenrisaliten und späthistoristischer Fassade errichtet. | BDA-Hist.: Q37853881 Status: Bescheid Stand der BDA-Liste: 2025-06-30 Name: Kaiser Franz Joseph Jubiläums Schule GstNr.: 245/2 Marktplatz 12 (Neufelden)                    |
| ja   | Datei hochladen | Bürgerhaus, ehem. Schule HERIS-ID: 20470 Objekt-ID: 16774                        | Marktplatz 13 Standort KG: Neufelden               | Das Bürgerhaus diente bis 1898 als Schule. | BDA-Hist.: Q37853896 Status: Bescheid Stand der BDA-Liste: 2025-06-30 Name: Bürgerhaus, ehem. Schule GstNr.: .70 Marktplatz 13 (Neufelden)                                  |
| ja   | Datei hochladen | Kath. Pfarrkirche hll. Apostel Philipp und Jakob HERIS-ID: 4413 Objekt-ID: 257   | Marktplatz 17 Standort KG: Neufelden               | Die dreijochige spätgotische Wandpfeilerkirche mit Springrautengewölbe besitzt einen spätgotischen Chor, eine 1859 erweiterte Empore sowie einen mächtigen, spätmittelalterlichen Turm. | BDA-Hist.: Q37923557 Status: Bescheid Stand der BDA-Liste: 2025-06-30 Name: Kath. Pfarrkirche hll. Apostel Philipp und Jakob GstNr.: .99 Pfarrkirche Neufelden              |
| ja   | Datei hochladen | Armesünderkapelle HERIS-ID: 4414 Objekt-ID: 258                                  | gegenüber Promenade 14 Standort KG: Neufelden      | Die Armesünderkapelle wurde um 1750 mit Eckpilastern, Segmentbogenöffnung und Zwiebeldach geschaffen. | BDA-Hist.: Q37924627 Status: § 2a Stand der BDA-Liste: 2025-06-30 Name: Armesünderkapelle GstNr.: 1283/14 Arme-Sünder-Kapelle (Neufelden)                                   |
| ja   | Datei hochladen | Bildstock HERIS-ID: 21870 Objekt-ID: 18195                                       | Veldner Straße Standort KG: Neufelden              | Der Tabernakelpfeiler an der Straße nach Altenfelden stammt aus dem 16. Jahrhundert. Der Überlieferung nach wurde er von einem Ritter aus Dank für seine Rettung vor einem Eber 1521 gestiftet. | BDA-Hist.: Q37865506 Status: § 2a Stand der BDA-Liste: 2025-06-30 Name: Bildstock GstNr.: 523 Bildstock Veldner Straße                                                      |
| ja   | Datei hochladen | Wasserwerk HERIS-ID: 4409 Objekt-ID: 253                                         | gegenüber Veldner Straße 48 Standort KG: Neufelden | Das Wasserwerk an der Veldner Straße wurde 1899 als kleiner Bruchsteinbau mit genuteten Ecklisenen und Attika errichtet. | BDA-Hist.: Q37921409 Status: § 2a Stand der BDA-Liste: 2025-06-30 Name: Wasserwerk GstNr.: 946, 947/2 Wasserwerk Veldner Straße                                             |
| ja   | Datei hochladen | Burgruine, Burg Blankenberg HERIS-ID: 13805 Objekt-ID: 10016                     | westlich Plankenberg 1 Standort KG: Pürnstein      | Der Burgstall der ehemaligen Burg Blankenberg liegt oberhalb der Bahnstation Neufelden, wobei die Burg bereits im 13. Jahrhundert abkam. | BDA-Hist.: Q1011054 Status: Bescheid Stand der BDA-Liste: 2025-06-30 Name: Burgruine, Burg Blankenberg GstNr.: 732/2 Burg Blankenberg (Neufelden)                           |
| ja   | Datei hochladen | Burg Pürnstein HERIS-ID: 18853 Objekt-ID: 15148                                  | Pürnstein 1 Standort KG: Pürnstein                 | Die Burgruine Pürnstein befindet sich hoch über dem linken Ufer der Großen Mühl und wurde um 1400 errichtet. Nach ein Brand 1866 verfiel die Burg und wurde erst ab den 1930er Jahren im Bestand gesichert. Die Burgruine besteht aus einer Hauptburg mit Zwinger und äußerem Zwinger. | BDA-Hist.: Q1013532 Status: Bescheid Stand der BDA-Liste: 2025-06-30 Name: Burg Pürnstein GstNr.: .16, .15 Burg Pürnstein                                                   |
| ja   | Datei hochladen | Kath. Filialkirche hl. Anna mit Kirchhof und Mauer HERIS-ID: 4412 Objekt-ID: 256 | Steinbruch Standort KG: Pürnstein                  | Die dreijochige, kleine Landkirche entstand zwischen 1509 und 1514 im Stil der spätesten Gotik. Der Westturm wurde 1730 im Barockstil erneuert. | BDA-Hist.: Q37922893 Status: § 2a Stand der BDA-Liste: 2025-06-30 Name: Kath. Filialkirche hl. Anna mit Kirchhof und Mauer GstNr.: 973, .82/1, .82/2 St. Anna in Steinbruch |